# Szota Partenadze
Szota Partenadze (gruz. შოთა ფარტენაძე ;ur. 28 listopada 1994) – gruziński zapaśnik startujący w stylu wolnym. Brązowy medalista mistrzostw świata w 2023, a także mistrzostw Europy w 2023. Siódmy w Pucharze Świata w 2017. Brązowy medalista MŚ juniorów w 2013, a także ME U-23 w 2016 i 2017 roku.